# Tewhida Ben Sheikh
Tewhida Ben Sheikh (también conocida como Tawhida Ben Cheikh o Taouhida Ben Cheikh) (Túnez, 2 de enero de 1909 – 6 de diciembre de 2010) fue una médica tunecina especialmente conocida por ser la primera mujer musulmana de Túnez en obtener el bachillerato (1928) y por ser la primera médica, pediatra y ginecóloga del mundo árabe y la primera tunecina en sentarse en el Consejo de la Asociación Médica de su país. Especializada en pediatría y posteriormente en ginecología, fue una pionera en salud sexual, en particular facilitando el acceso a métodos anticonceptivos y al aborto.
En marzo de 2020 se puso en circulación un billete de 10 dinares emitido por el Banco Central de Túnez con la efigie de la doctora Ben Cheikh, tratándose de la primera mujer que aparece en un billete de curso legal en el norte de África.

## Biografía
Su familia era originaria de Ras Jebel, una ciudad costera al noreste de Túnez que ese periodo era colonia francesa. Pierde a su padre, Mansour Ben Sheikh cuando era muy joven. Su madre Hallouma viuda desde muy joven asumió el cuidado de Tewhida y de sus cuatro hermanas y hermanos.  Su educación inicial fue en la primera escuela pública para niñas musulmanas,  establecida por las autoridades del protectorado francés. En esa escuela, Ben Sheikh aprendió árabe y francés. Entre 1918 y 1922 estudia con las hermanas de la calle del Pacha y posteriormente es admitida en el liceo Armand-Fallières de Túnez, convirtiéndose en 1928 en la primera mujer musulmana en obtener el bachillerato.
El médico bacteriólogo francés Etienne Burnet, director del Instituto Louis Pasteur de Túnez y su esposa le ofrecen ayuda para inscribirse en la facultad de Medicina de Paris. Con el apoyo de su madre para superar las reticencias de la familia paterna, Tawhida embarca hacia la capital francesa en 1929. Se graduó en 1936, especializada en pediatría y regresó a Túnez.

### Trayectoria profesional
Abrió un consultorio en Bab Menara cerca de la medina de Túnez, practicando medicina privada porque los servicios de los hospitales públicos estaban controlados por las autoridades francesas. Dedicada primero a la medicina general ante la afluencia de mujeres en su consulta se orientó a la ginecología. 
En 1955 fue nombrada jefa del servicio de maternidad del Hospital Charles-Nicolle de Túnez y en 1964 se trasladó al Hospital Aziza Othmana (1964-1977).
Twehida Ben Sheikh luchó por la planificación familiar y el derecho al aborto -legalizado en Túnez en 1973-. En 1963 creó un servicio de planificación familiar y posteriormente en 1968 una clínica especializada en este tema antes de ocupar en 1970 la dirección de planificación familiar formando también a otros médicos en esta especialidad.
Fue Vicepresidenta de la Media Luna Roja Tunecina.
Desde su regreso de París a partir de 1937 dirigió una nueva revista, Leila, publicitada como "una revista mensual ilustrada para la evolución y la emancipación de la mujer musulmana norteafricana".  También fue miembro de la Unión Musulmana de Mujeres de Túnez (UMFT), fundada por la feminista tunecina Bchira Ben Mrad.
Murió el 6 de diciembre de 2010 a la edad de 101 años.

## Vida personal
Casada con un dentista en 1943 la pareja tiene dos hijos y una hija, Faycel Benzina, veterinario, Omar Benzina, dentista y Zeïneb Benzina, historiadora y arqueóloga, Directora de Investigaciones en el Instituto Nacional de Patrimonio de Túnez.
Tawhida Ben Cheikh es la sobrina de Tahar Ben Ammar (1889-1985), político que jugó un papel fundamental en el Movimiento nacional tunecino a partir de 1920.

## Reconocimiento póstumo
Desde el 27 de marzo de 2020 está en circulación un billete de 10 dinares emitido por el Banco Central de Túnez con su imagen. Tras dos años de debate sobre en la emisión de un billete en homenaje de Tewhida, se decidió la impresión del billete en plena crisis sanitaria del coronavirus con "la idea de rendir homenaje al personal sanitario (...) en primera linea en esta crisis del Covid-19" señaló el gobernador del Banco Central en un comunicado.